# XIIIe siècle en Lorraine
 (novembre 2021).

Cette page est une liste d'événements qui se sont produits au treizième siècle en Lorraine.

## Éléments de contexte
- Le treizième siècle voit la très forte réduction de la propriété privée des salines au profit de monopoles des seigneurs[1].

## Événements

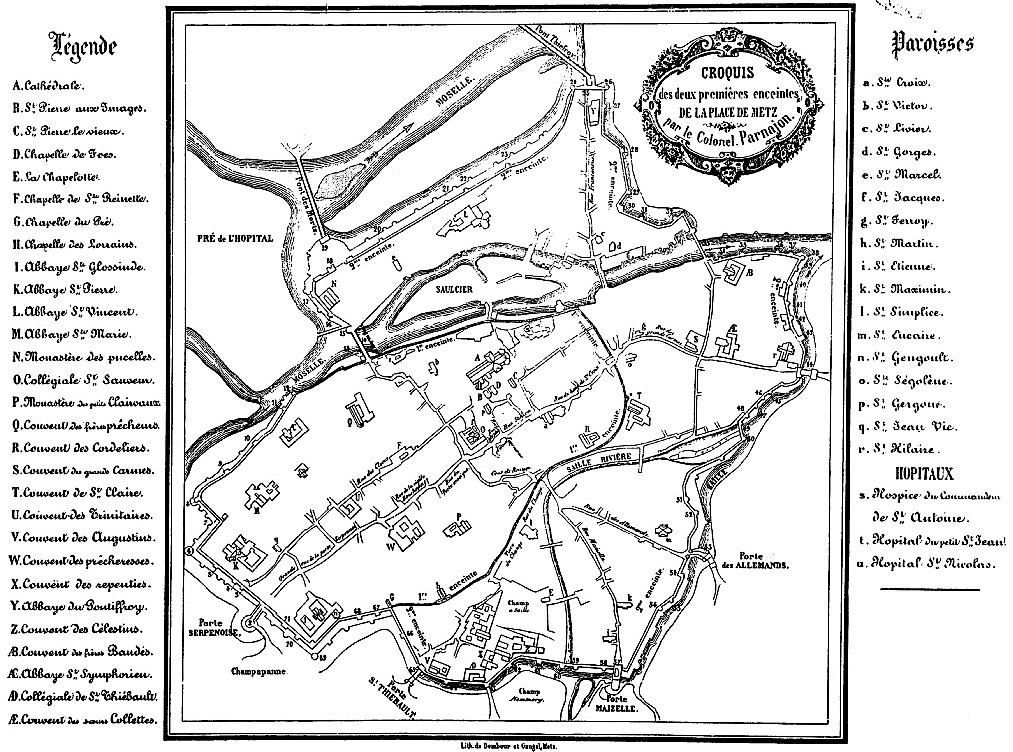
Colonel Firmin-Claude Parnajon
Croquis des deux premières enceintes de la place de Metz
L'Austrasie (1908-1909)

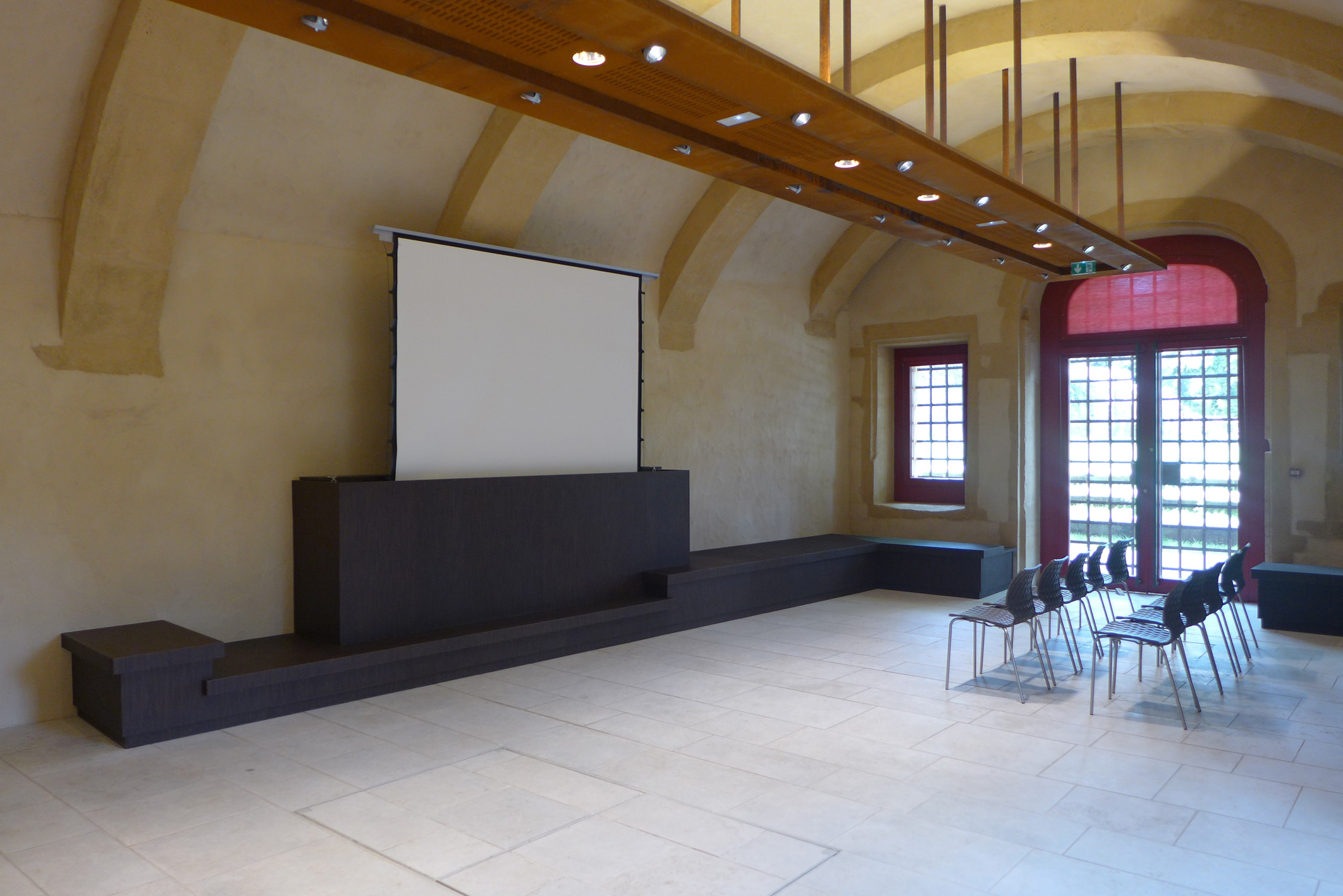
Porte des Allemands - Aménagement contemporain de la salle Est

- Construction de l' Église Saint-Pierre-et-Saint-Paul d'Allamps[2].
- La porte des Allemands est une porte de ville fortifiée à l’est de Metz. Elle sert de pont sur la Seille du XIIIe siècle au début du XXe siècle. L’édifice est aujourd’hui le plus important vestige des remparts médiévaux messins et témoigne de l’évolution de l’architecture militaire de Metz au Moyen-Âge.
- Une léproserie est fondée à Nancy à l'emplacement de l'actuel parc Olry.
- La geste des Lorrains, cycle de cinq chansons de geste anonymes datant des XIIe et XIIIe siècles.
- Au XIIIe siècle Henri le Lombard, fils du duc Ferry Ier de Lorraine, prend le nom de Bayon dont il est seigneur. Il y construit un château entouré de solides murailles flanquées de fortes tours dont on voyait encore les vestiges à la fin du XIXe siècle.

### Années 1200

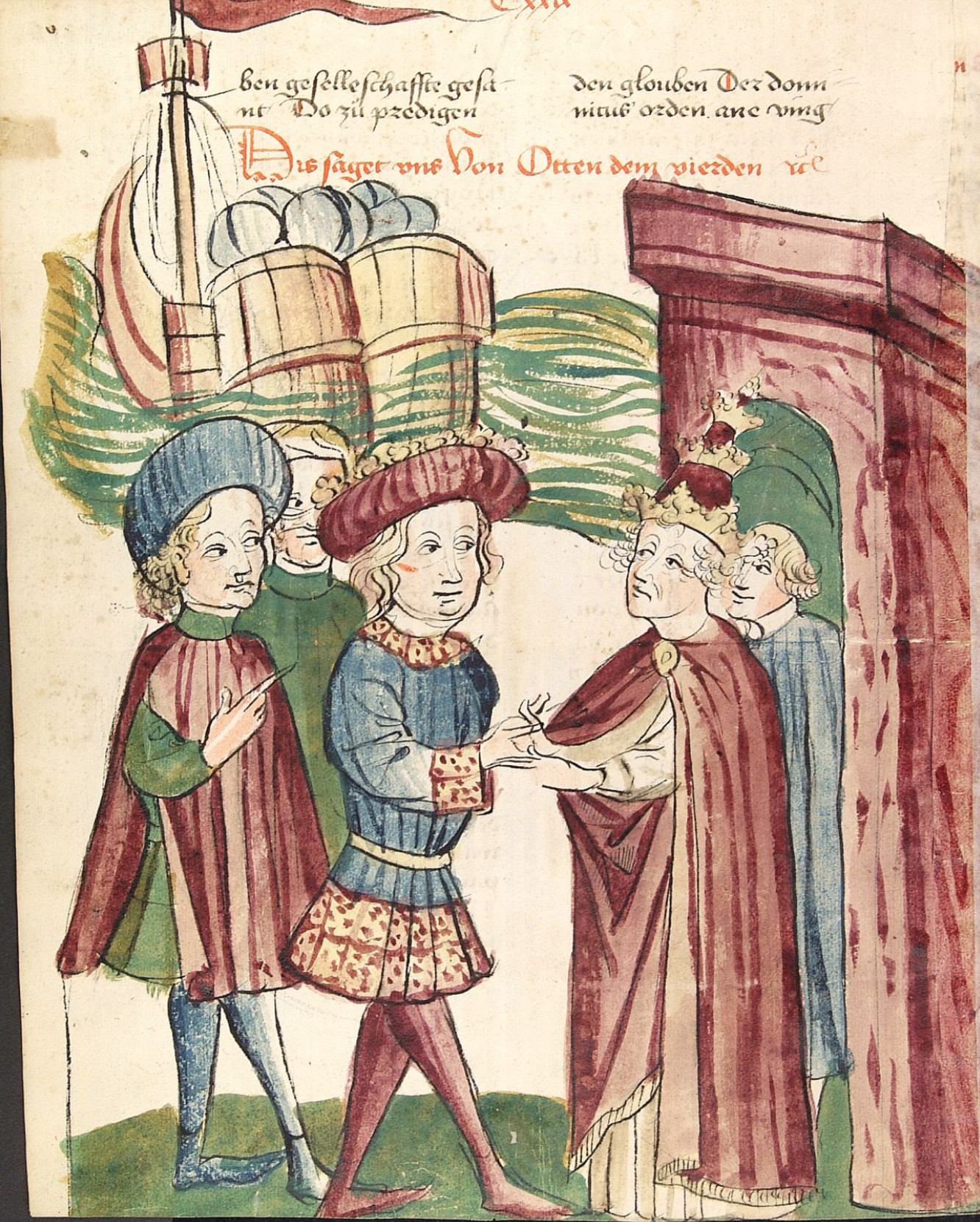
Otton IV et le pape Innocent III, manuscrit du XVe siècle

- 1205 : Ferry II de Lorraine devient duc de Lorraine [3].
- 1206 : Ferry II de Lorraine donne à l'abbaye de Bouxières le droit de vaine pâture dans tout le ban de Champigneulles et de Frouard.
- 1208 : 
  - Ferry II soutient le roi des Romains Otton IV de Brunswick,
  - Robert Ier de Grandpré devient évêque de Verdun ; il le restera jusqu'en 1216. Fils d'Henri III comte de Grandpré et de Liutgarde de Luxembourg.

### Années 1210
- 1211 : après l'excommunication Otton IV de Brunswick, Ferry II soutient Frédéric II de Hohenstaufen.
- 1212 : Conrad de Scharfenberg devient évêque de Metz.
- 1213 :
  - 1 août : Ferry II, vainqueur de Hartung de Wangen, un seigneur alsacien ; signe avec lui à Rosheim un traité.
  - 12 octobre : décès de Ferry II de Lorraine.
  - novembre : le Comte de Bar et de Luxembourg donne Pierrevilliers aux templiers. Ils y établirent une commanderie.
- 1215 : Henri II démantèle le château d'Homécourt.
- 1216 : Jean Ier d'Apremont, devient évêque de Verdun. Il sera évêque de Metz de 1224 à 1238. Il meurt le 10 décembre 1238[4].
- 1218 : au cours de la Guerre de Succession de Champagne, sous le règne du duc Thiébaud Ier, Nancy est totalement incendiée par l'empereur Frédéric II de Hohenstaufen

### Années 1220

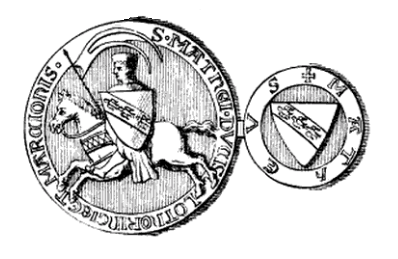
Matthieu II de Lorraine

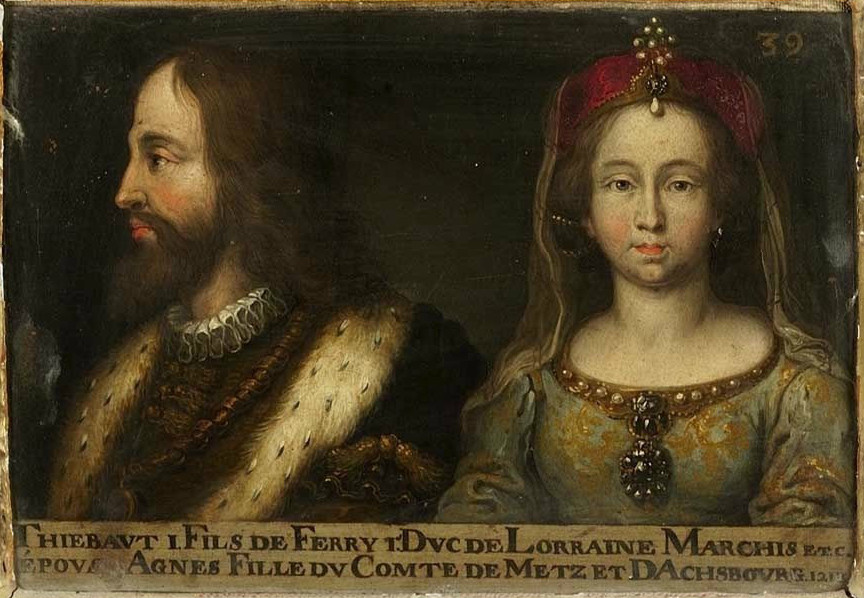
Thiébaud Ier, duc de Lorraine, et son épouse Gertrude de Dabo

- La construction de la Cathédrale Saint-Étienne de Toul que nous pouvons contempler actuellement s'étale sur trois siècles. Elle débute probablement avant 1220, avec plusieurs phases de construction plutôt rapides et d'arrêts assez longs liés à la vie de la cité épiscopale, pour finalement s'achever en 1497 par la façade flamboyante, la cathédrale romane étant détruite petit à petit pour laisser place à l'élévation gothique.
- 1220 : 
  - Mathieu II succède à son frère Thiébaut Ier.
  - Début de la construction de la Cathédrale Saint-Étienne de Metz
  - Fin de la construction de la Chapelle des Templiers.
- 1221 : début de la construction de la Cathédrale Saint-Étienne de Toul .
- 1224 : Jean Ier d'Apremont, évêque de Verdun de 1216 à 1224, devient évêque de Metz jusqu'en 1238[4].
- 1225 : 
  - le duc Mathieu II donne une partie de la forêt de Haye à l'église de Toul.
  - Mathieu II épouse Catherine de Limbourg († 1255), fille de Waléran III, comte de Limbourg et de Luxembourg, et d'Ermesinde comtesse de Luxembourg.
- 1226, 19 juin : décès d'Agnès de Bar.
- 1229 : Sarrebourg est affranchie suivant la Loi de Beaumont [5].

### Années 1230
Vers 1230, le chevalier lorrain Cunon de Réchicourt, ayant suivi l’empereur Frédéric II du Saint-Empire et été fait prisonnier au cours de la sixième croisade, aurait prié saint Nicolas avant de s'endormir dans sa geôle, la veille de sa mise à mort. Le lendemain matin, il se serait réveillé, encore attaché, sur les marches de l'église de Saint-Nicolas-de-Port ; ses chaînes seraient tombées d'elles-mêmes durant l'office qu'il suivit alors. On les suspendit à un pilier de la nef. En souvenir de cette miraculeuse délivrance, une procession se déroule tous les ans depuis 1245 à Saint-Nicolas-de-Port.
- 1231 : Neufchâteau obtient la première charte d'affranchissement communal de Lorraine (Loi de Beaumont).
- 1231 à 1234 : la guerre des Amis oppose l'évêque Jean Ier d’Apremont aux habitants de Metz alliés au duc Mathieu II de Lorraine et au comte Henri II de Bar, l'évêque niant l'autonomie politique que ses prédécesseurs avaient donné aux bourgeois messins, tente alors de se réapproprier le pouvoir sur le comté de Metz.
  - en 1231, Mathieu II, trahi par son allié est battu à Champigneulles et se réfugie à Gondreville.
- 1234 : 
  - Mirecourt est affranchie par le comte-évêque de Toul suivant la Loi de Beaumont.
  - Institution de la République messine, gouvernement institué dans la ville de Metz au XIIIe siècle, lorsqu'elle s'affranchit de la tutelle de son évêque. Son histoire est celle d’une ville libre d’Empire qui s’affranchit graduellement de la tutelle féodale impériale avant de devenir en 1552 une ville sous protectorat français. Sa position géographique ainsi que son statut particulier en font une ville riche. Son histoire est fortement liée à celles des nombreux villages alentour du pays messin.
- 1239 : 
  - Thionville est affranchie suivant la Loi de Beaumont.
  - Avril : Jacques de Lorraine est élu évêque de Metz

### Années 1240

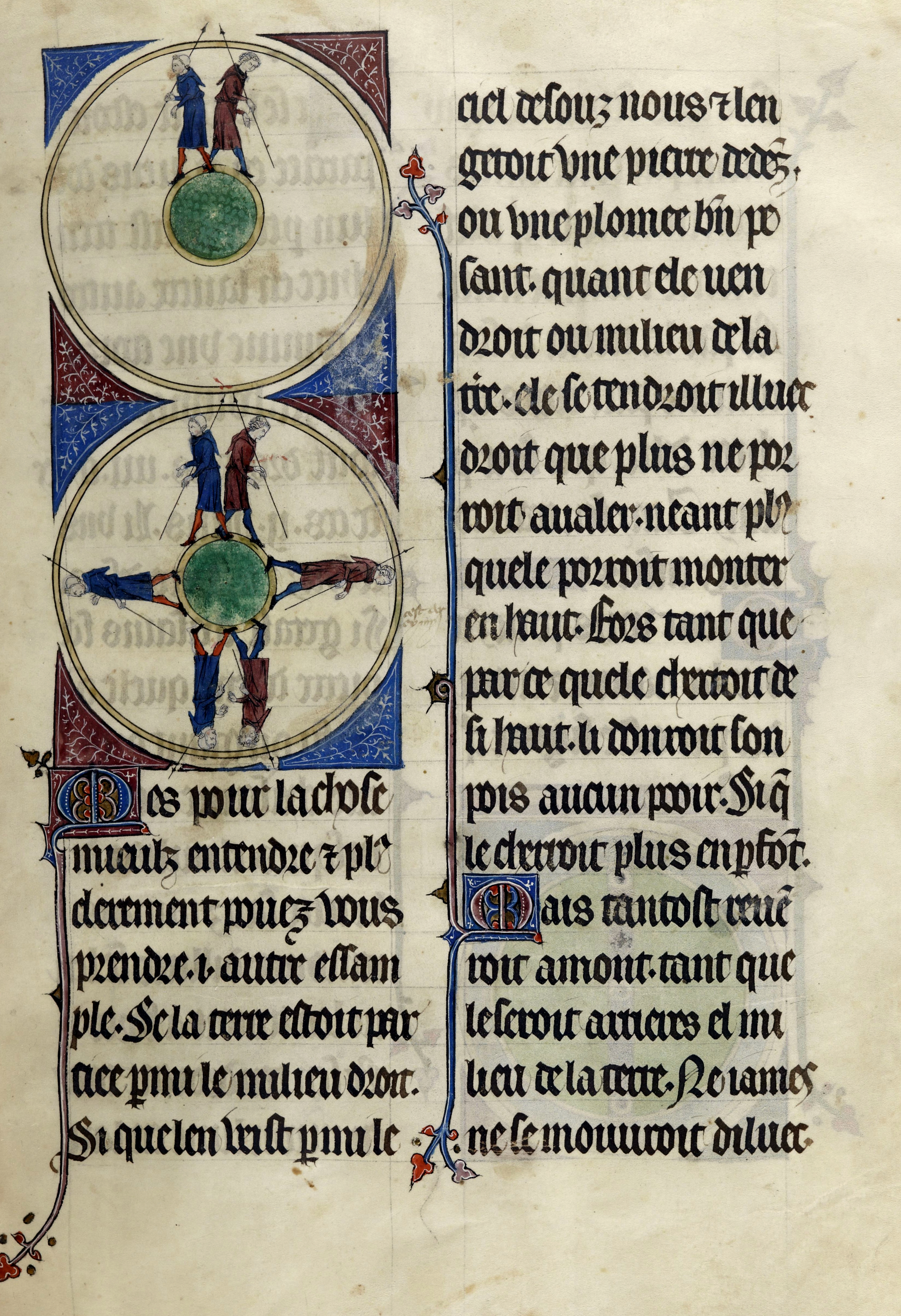
Gautier de Metz - L'image du monde - BNF Fr. 574 fo42

- 1243 : le comté de Lunéville est rattaché au duché de Lorraine.
- 1246 : Gautier de Metz publie L’Image du monde[6], un poème en dialecte lorrain et en vers sur la création, la Terre et l'univers, dans lequel les faits se mélangent à la fantaisie. L'auteur décrit notamment une Terre sphérique plutôt que plate. Un chapitre traite de l'astrologie. Ce poème, imité librement de l'Imago mundi d'Honorius Augustodunensis, est une sorte d'encyclopédie à prétentions scientifiques comme le Moyen Âge en a tant produit, et qui ne nous intéressent plus que par les récits légendaires qui y ont pris place.
- 1247 :
  - Mathieu II se rallie au pape Innocent IV.
  - 31 mai : Mathieu II s'engage auprès de l'Église à lutter contre Frédéric II de Hohenstaufen, Conrad et leurs partisans .

### Années 1250
- 1250 : Metz est une république patricienne dirigée par les Pairages. L'évêque est obligé de choisir les Treize Jurés parmi les plus puissants citoyens.
- 1251 : décès de Mathieu II de Lorraine.
- 1257 : Les pères prémontrés de l'abbaye de Sainte-Marie-au-Bois fondent à Pont-à-Mousson le séminaire de Saint-Nicaise[7], destiné à la formation des novices de Sainte-Marie et des autres établissements prémontrés de Lorraine.

### Années 1260

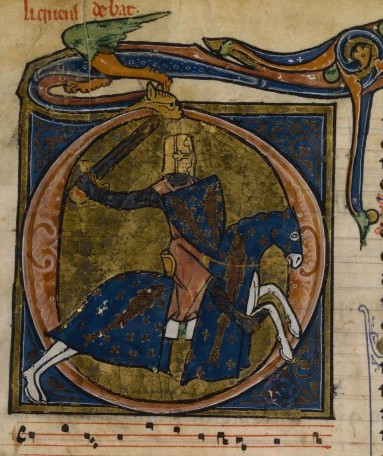
Thiébaut II de Bar

- 1261, 20 avril : Thiébaut II de Bar fonde la ville-neuve de Pont-à-Mousson, affranchissant la ville à la loi de Beaumont[8]
- 1263 : Briey, Frouard et Bruyères sont affranchies suivant la Loi de Beaumont.
- 1265 : Nancy, Saint-Nicolas-de-Port, Gerbéviller et Amance sont affranchies suivant la Loi de Beaumont.

### Années 1270
- 1270 : Longuyon est affranchie suivant la Loi de Beaumont.
- 1277 : le duc Ferry III de Lorraine associe le comte Thiébaut II de Bar à la moitié du fief d’Amelécourt et au tiers des salines de cette cité.

### Années 1280

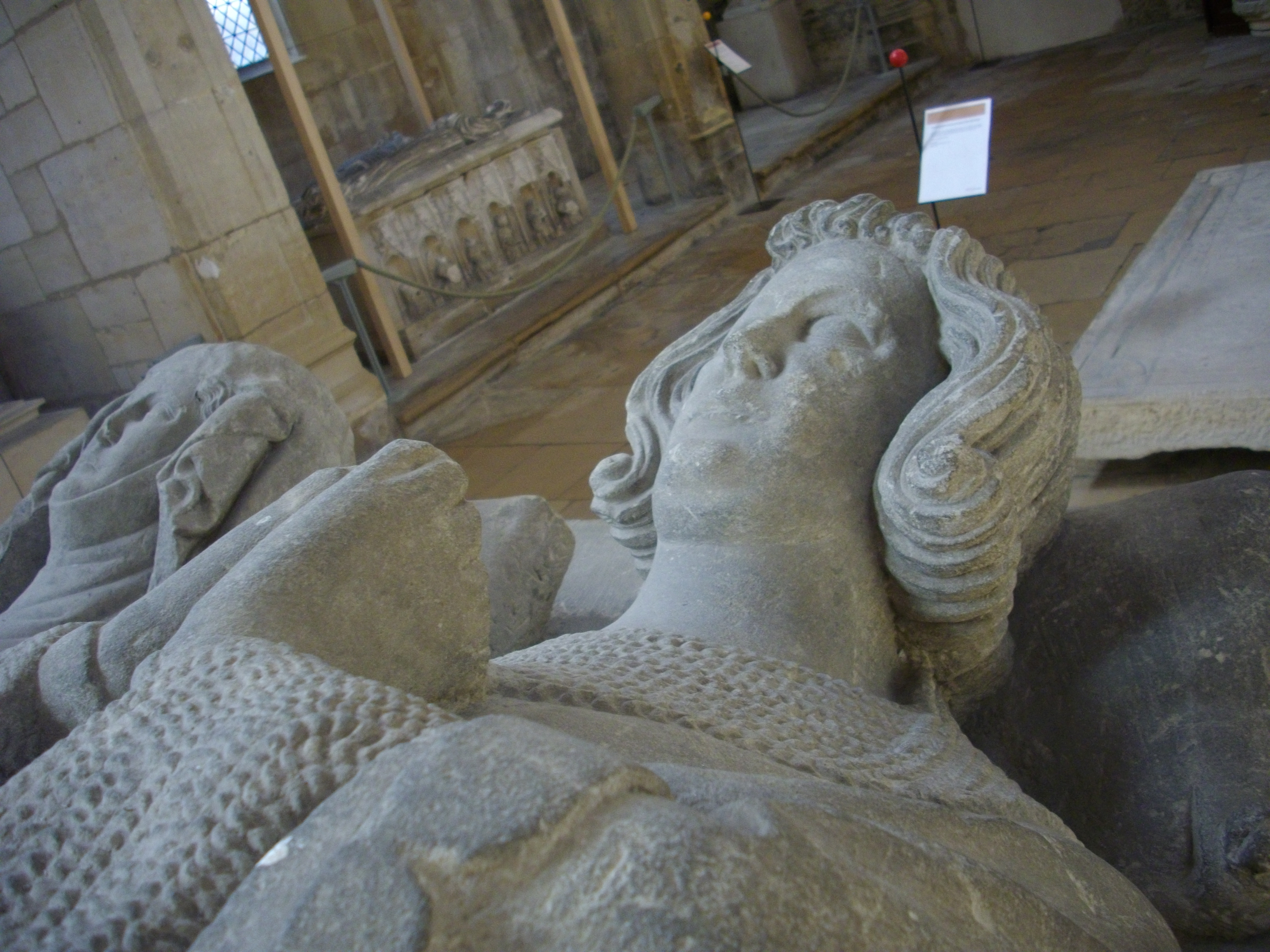
Gisant de Henri I sire de Blâmont et de son épouse Cunégonde de Linange. Chapelle des Cordeliers, Nancy

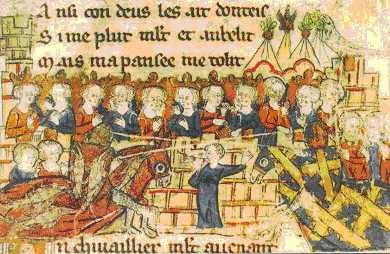
Tournoi de Chauvency en 1285

- 1281 : Longwy est affranchie suivant la Loi de Beaumont.
- 1282 : Bouchard d'Avesnes est nommé évêque de Metz.
- 1284 : Ferry III acte le rattachement de Mirecourt et de son territoire au duché de Lorraine. Mirecourt devient le chef-lieu de l'important « Bailliage de Vôge », mais est avant tout une cité de grand négoce.
- 1285 : 
  - l'annexion de la Champagne par la France crée une frontière commune entre la Lorraine et la France.
  - Henri de Blâmont, est l'un des principaux héros du tournoi de Chauvency.

### Années 1290
- 1294 à 1295 : famine en Lorraine.

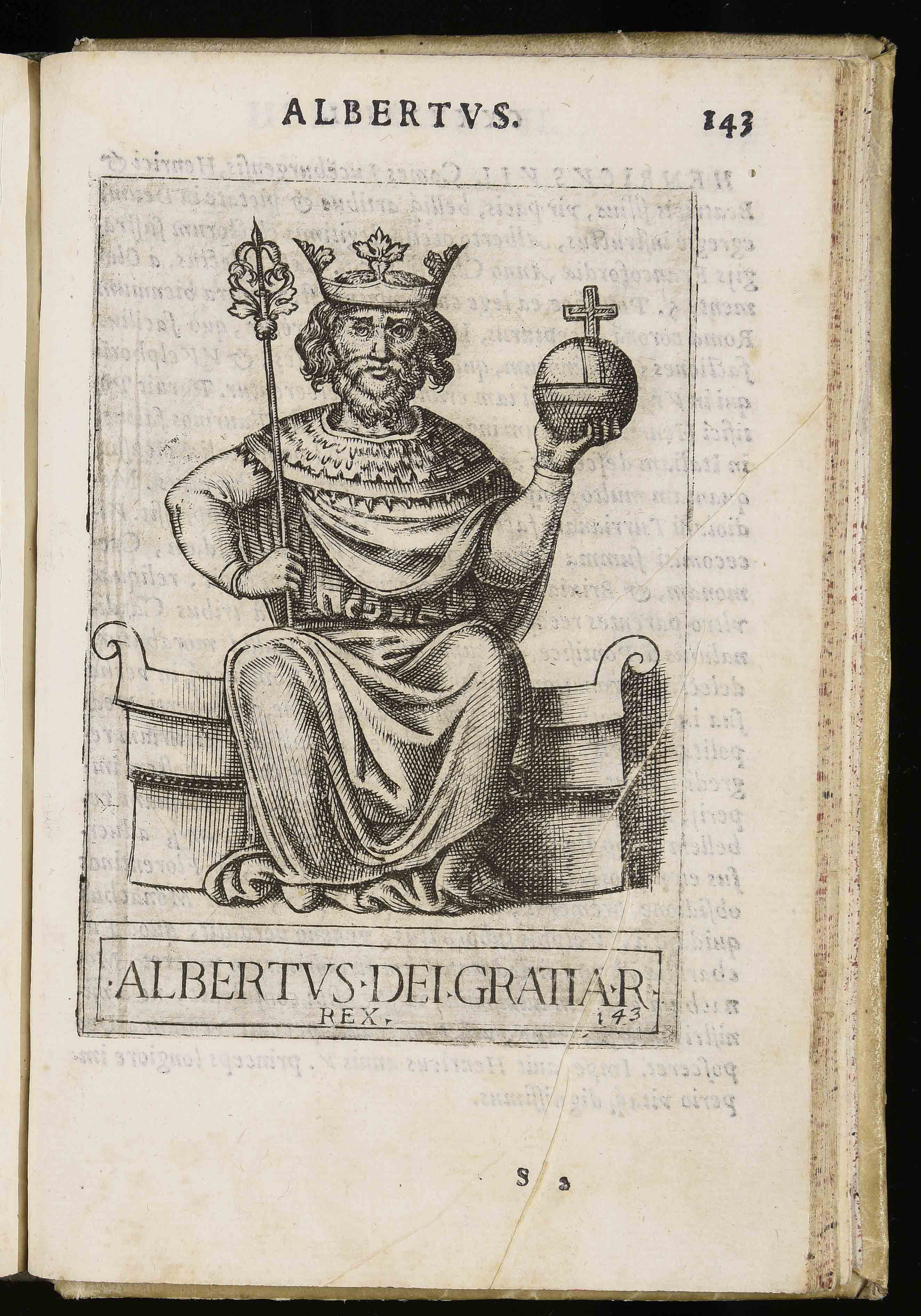
Albert Ier de Habsbourg (1255-1308)

- 1290 : grâce à l'intervention de son frère, Félicité Laure de Dombasle reçoit de l'empereur Rodolphe une charte qui fait de l'abbesse de Remiremont une princesse du Saint-Empire.
- 1292 : Longwy ayant appartenu au duché de Lorraine, issu de la division de la Lotharingie est vendue au comte de Bar.
- 1298 : Vaucouleurs est affranchie suivant la Loi de Beaumont.
- 1299 : à la suite de l'entrevue de Quatre-Vaux, non loin de Vaucouleurs, Albert d'Autriche abandonne à Philippe-le-Bel la suzeraineté des territoires à l'Ouest de la Meuse.

## Naissances
- 1299 : Nicolas d'Autrécourt (Autrécourt[9], mort à Metz en 1369) est un philosophe nominaliste.

## Décès
- 1212, 6 avril à Metz : Bertram ou Bertholde[10] est évêque de Metz de 1179 ou 1180[11] à 1212. Il est issu de la noblesse saxonne, réputé pour ses compétences juridiques (droit civil et canonique) et théologien[12].
- 1296 à Metz : Bouchard d'Avesnes, né le 26 mai 1251, fut le 65e évêque de Metz de 1282 à 1296.